# Can Llosas
Can Llosas és una obra eclèctica d'Olot (Garrotxa) protegida com a Bé Cultural d'Interès Local.

## Descripció
Casa eclèctica ubicada entre el c/Fontanella i la carretera de Santa Pau. Disposa de baixos, planta, pis i golfes. La porta d'ingrés està emmarcada per pilars d'estuc que sostenen un entaulament rectangular amb motius florals i les inicials J.L.L.-R.B. (Juan Llosas i Rosa Badia, pares de Pere Llosas i Badia). La resta de les obertures també disposen d'entaulaments decorats amb fullatges, fruits i petxines. La façana més característica de Can Llosas és la que mira a la carretera de Santa Pau. Cal destacar la gran galeria porxada amb arcs ogivals i els escuts que decoren els angles.

## Història
A Olot, a mesura que avançat el segle xix, i durant tota la seva segona meitat, els mòduls neoclàssics, sense desaparèixer del tot, donen pas a una arquitectura molt més historicista i eclèctica. Es construeixen edificis de diversos estils del passat, reinterpretats a partir d'una sintaxi pròpiament vuitcentista i amb resultats, sovint, d'una innegable qualitat formal i urbana. S'edifiquen edificis d'esbarjo com la plaça de Braus, religiosos com els Escolapis i industrials com la fàbrica Artigas i particulars com Can Vayreda o la Torre del Marquès de Monistrol, avui enderrocada. Durant el primer decenni de la nostra centúria té lloc un "Noucentisme Eclèctic" que accepta els aspectes historicistes del passat i produeix obre d'un gran habilitat compositiva i sovint d'una notable qualitat arquitectònica. Fou aquí la residència de Pere Llosas i Badia.